# Vajtfildija
Vajtfildija (lat. Whitfieldia), biljni rod iz porodice primogovki smješten u podtribus  Whitfieldiinae, dio tribusa Whitfieldieae,  potporodica Acanthoideae. Sastoji se od 13 vrsta trajnica iz tropske Afrike Opisan je u Botanical Magazine 71: , t. 4155. 1845.  

## Etimologija
Izvedenica imena dolazi prema Thomasu Whitfieldu, sakupljaču biljaka u zapadnoj Africi. 

## Opis
Grmlje. Listovi nasuprotni, jajasti, cjeloviti. Cvat terminalni grozd. Cvjetovi crveni ili bijeli. Čaška s 5 obojenih laticastih segmenata. Vjenčić 5-režnjevit, dvousni. Prašnika 4, dvostruki. Plod kapsula bez dlaka. Sjemenke 2-4, okrugle, bez dlaka.

## Vrste
1. Whitfieldia brazzae (Baill.) C.B.Clarke
2. Whitfieldia colorata C.B.Clarke
3. Whitfieldia elongata (P.Beauv.) De Wild. & T.Durand
4. Whitfieldia lateritia Hook.; tipična vrsta. Gvineja; Sijera Leone; Liberija; Obala Bjelokosti.
5. Whitfieldia latiflos C.B.Clarke ex Stapf; liberijski endem
6. Whitfieldia laurentii (Lindau) C.B.Clarke; endem DR Konga
7. Whitfieldia liebrechtsiana De Wild. & T.Durand
8. Whitfieldia orientalis Vollesen
9. Whitfieldia preussii (Lindau) C.B.Clarke
10. Whitfieldia purpurata (Benoist) Heine; gabonski endem
11. Whitfieldia rutilans Heine; gabonski endem
12. Whitfieldia stuhlmannii (Lindau) C.B.Clarke
13. Whitfieldia thollonii (Baill.) Benoist

## Sinonimi
- Leiophaca Lindau; Wiss. Ergebn. Deutsch. Zentr.-Afr.-Exped. 1907-8 2: 307 (1911)
- Pounguia Benoist; Bull. Soc. Bot. France 85: 679 (1938 publ. 1939)
- Stylarthropus Baill.; Bull. Soc. Linn. Paris 2: 822 (1890)